# Bassie et Adriaan

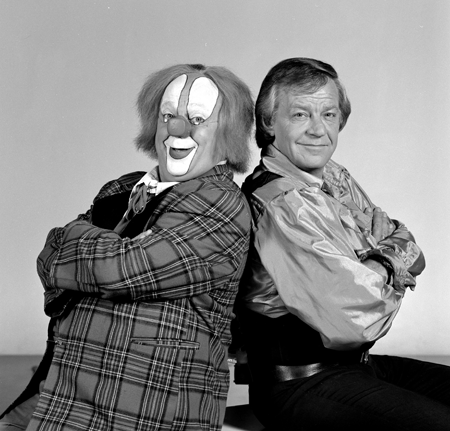
Bassie et Adriaan (1990)

Bassie et Adriaan (Bas van Toor et Aad van Toor) est un duo d'artistes et chanteurs néerlandais, connus pour leur spectacle télévisé Bassie en Adriaan.
Ils ont participé à 10 feuilletons de télévision, entre 1976 et 1995 et ont obtenu différents prix.
En juillet 2003, l'acrobate Adriaan fut atteint d'un cancer. Les deux artistes annulèrent leur tournée d'adieu et les spectacles de janvier 2004.
Adriaan guérit en 2006. Depuis, Bassie travaille en solo avec un nouveau spectacle, "Bassie et ses petits amis". Il participe toujours à des feuilletons de télévision.

## Éléments de discographie
- Reizen en Zingen
- 12 Ambachten, 13 liedjes
- De 12 mooiste ballades
- 25 Jaar feest
- Met 60 liedjes uit Grootmoederstijd
- Met 60 liedjes uit Grootmoederstijd 2
- Met alle Sinterklaasliedjes
- Live!